# 北爪健吾
北爪 健吾（きたづめ けんご、1992年4月30日 - ）は、群馬県勢多郡粕川村（現：前橋市）出身のプロサッカー選手。Jリーグ・清水エスパルス所属。ポジションはディフェンダー（右サイドバック、右ウイングバック）、ミッドフィールダー。

## 来歴
前橋育英高校では3年連続で全国高校サッカー選手権に出場。3年生での選手権はCBとしてプレーした。高校の同期には小島秀仁・川岸祐輔らがいる。専修大学へ進学後は1年次から右サイドバックのレギュラーを務め、全日本大学サッカー選手権制覇や関東大学サッカーリーグ戦4連覇を達成。自身も大学2年から4年まで全日本大学選抜に選出されるなど活躍した 。同大学の一学年先輩に長澤和輝、下田北斗、同期に仲川輝人らがいる。
2015年、ジェフユナイテッド市原・千葉に加入。第6節の京都サンガF.C.戦にて先発出場し、デビューを飾った。
2017年12月28日、横浜FCに完全移籍することが発表された。
2018年3月17日、J2第4節・対アルビレックス新潟戦(ニッパツ三ツ沢球技場)にて73分に渡邉将基と交代し、移籍後初出場。4月28日、J2第11節・対徳島ヴォルティス戦でプロ入り後リーグ戦初得点を挙げ、勝利に貢献した。8月25日、J2第30節・対松本山雅FC戦で後半30分に得点を挙げた。この得点がJ2リーグ通算17,500得点目を記録した。
2019年12月30日、柏レイソルに完全移籍することが発表された。
2020年7月8日のJ1第3節・対古巣横浜FC戦(三協F柏)にて、高橋峻希と交代し、移籍後初出場。2020年9月19日のJ1第17節・対サンフレッチェ広島戦にて、大谷秀和・オルンガ・江坂任と繋いだボールを決めて、J1初ゴールを決めた。
2022年12月1日、清水エスパルスに完全移籍することが発表された。

## エピソード
- 2018年9月3日、J2第32節・対東京ヴェルディ戦にて、前半5分に井林章のロングフィードに対し、右足でクリアを試みるもキックミスとなり、オウンゴールを記録した[10]。このオウンゴールは世界でも報じられ、イタリア紙「コリエレ・デロ・スポルト」は「デル・ピエロ級の魔法だが…自己憐憫」と報じた[11]。また、数日経っても反響は止まず、オランダのスポーツメディア「Sportnieuws」は「先週末、日本のケンゴ・キタヅメがゴールを決めた。自軍のゴールキーパーの背後に偶然のパス…しかし美しい」と記した。また、スイス紙「ブリック・アム・アーベンド」はオウンゴールについて「日本人が16メートルの夢のボレー弾。残念ながら自軍のゴールに」と伝えている[12]。

## 所属クラブ
- 粕川コリエンテジュニア
- 前橋エコージュニアユース
- 前橋育英高等学校
- 専修大学
- 2015年 - 2017年  ジェフユナイテッド市原・千葉
- 2018年 - 2019年  横浜FC
- 2020年 - 2022年  柏レイソル
- 2023年 -  清水エスパルス

## 個人成績
| 国内大会個人成績 | 国内大会個人成績 | 国内大会個人成績 | 国内大会個人成績 | 国内大会個人成績 | 国内大会個人成績 | 国内大会個人成績 | 国内大会個人成績 | 国内大会個人成績 | 国内大会個人成績 | 国内大会個人成績 | 国内大会個人成績 |
| 年度             | クラブ           | 背番号           | リーグ           | リーグ戦         | リーグ戦         | リーグ杯         | リーグ杯         | オープン杯       | オープン杯       | 期間通算         | 期間通算         |
| 年度             | クラブ           | 背番号           | リーグ           | 出場             | 得点             | 出場             | 得点             | 出場             | 得点             | 出場             | 得点             |
| 日本             | 日本             | 日本             | 日本             | リーグ戦         | リーグ戦         | リーグ杯         | リーグ杯         | 天皇杯           | 天皇杯           | 期間通算         | 期間通算         |
| ---------------- | ---------------- | ---------------- | ---------------- | ---------------- | ---------------- | ---------------- | ---------------- | ---------------- | ---------------- | ---------------- | ---------------- |
| 2015             | 千葉             | 4                | J2               | 11               | 0                | -                | -                | 2                | 0                | 13               | 0                |
| 2016             | 千葉             | 4                | J2               | 24               | 0                | -                | -                | 3                | 0                | 27               | 0                |
| 2017             | 千葉             | 4                | J2               | 14               | 0                | -                | -                | 1                | 0                | 15               | 0                |
| 2018             | 横浜FC           | 14               | J2               | 35               | 5                | -                | -                | 0                | 0                | 35               | 5                |
| 2019             | 横浜FC           | 14               | J2               | 40               | 1                | -                | -                | 1                | 0                | 41               | 1                |
| 2020             | 柏               | 13               | J1               | 23               | 2                | 3                | 2                | -                | -                | 26               | 4                |
| 2021             | 柏               | 13               | J1               | 10               | 0                | 2                | 0                | 1                | 0                | 13               | 0                |
| 2022             | 柏               | 13               | J1               | 8                | 0                | 5                | 0                | 0                | 0                | 13               | 0                |
| 2023             | 清水             | 5                | J2               | 32               | 4                | 4                | 0                | 1                | 0                | 37               | 4                |
| 2024             | 清水             | 5                | J2               | 29               | 0                | 1                | 0                | 1                | 0                | 31               | 0                |
| 2025             | 清水             | 5                | J1               |                  |                  |                  |                  |                  |                  |                  |                  |
| 通算             | 日本             | 日本             | J1               | 41               | 2                | 10               | 2                | 1                | 0                | 52               | 4                |
| 通算             | 日本             | 日本             | J2               | 185              | 10               | 5                | 0                | 9                | 0                | 199              | 10               |
| 総通算           | 総通算           | 総通算           | 総通算           | 226              | 8                | 15               | 2                | 10               | 0                | 251              | 14               |

- Jリーグ初出場 - 2015年4月6日 J2第6節 対京都サンガF.C.戦（西京極スタジアム）
- Jリーグ初得点 - 2018年4月28日 J2第11節 対徳島ヴォルティス戦（ニッパツ三ツ沢球技場）

その他の公式戦
- 2017年
  - J1昇格プレーオフ 1試合0得点
- 2018年
  - J1参入プレーオフ 1試合0得点
- 2023年
  - J1昇格プレーオフ 2試合0得点

## タイトル

### クラブ
専修大学
- 関東大学サッカーリーグ戦1部 (2011,2012,2013,2014)
- 全日本大学サッカー選手権大会 (2011)

清水エスパルス
- J2リーグ（2024年）

## 選抜歴
- 2012年 - 2014年 全日本大学選抜